# Japanische Badmintonmeisterschaft 1959
Die Japanische Badmintonmeisterschaft 1959 war die 13. Austragung der nationalen Titelkämpfe im Badminton in Japan. Sie fand in Yokohama statt.

## Titelträger
| Disziplin    | Sieger                           |
| ------------ | -------------------------------- |
| Herreneinzel | Takafusa Itagaki                 |
| Dameneinzel  | Tomoko Tajima                    |
| Herrendoppel | Yoshiyasu Yamada Satoru Nakamura |
| Damendoppel  | Tomoko Tajima (Kikuko Yamazaki)  |
| Mixed        | Katsuhide Kitajima Tomiko Ariki  |

1. ↑  Laut Annual Handbook of the International Badminton Federation, London, 29. Auflage 1971, gewannen 1959 die Titelträgerinnen des Vorjahres (Reiko Nakashima und Yōko Takahashi) die Damendoppelkonkurrenz. (Namen geklammert bei vermuteter Lesung.)